# Aeropuerto de Port Elizabeth
El Aeropuerto de Port Elizabeth (IATA: PLZ, OACI: FAPE), anteriormente aeropuerto H. F. Verwoerd, es un aeropuerto ubicado en Port Elizabeth, Cabo Este, Sudáfrica. El aeropuerto está dirigido y gestionado por la Compañía de Aeropuertos de Sudáfrica que también opera otros nueve aeropuertos en Sudáfrica.
El aeropuerto está ubicado a unos tres kilómetros del centro de la ciudad. Es por ello que se ha ganado el nombre de "Aeropuerto diez minutos".
En 2007, el aeropuerto recibió 1.491.551 pasajeros. 

## Instalaciones
El aeropuerto cuenta con un buen grupo de tiendas y restaurante, así como cajeros automáticos y teléfonos. También hay disponibles salas de reuniones.
Existen hoteles en las proximidades del aeropuerto. El transporte terrestre está proporcionado por taxis. El aeropuerto cuenta también con aparcamientos y mostradores de alquiler de coches.

## Historia
El primer vuelo en Port Elizabeth llegó a Port Elizabeth desde Ciudad del Cabo en 1917, Efectuado por el alcalde Allister Mackintosh Miller. En ese momento, esto se consideraba un vuelo de larga distancia, y supuso el comienzo de la industria de la aviación civil en Port Elizabeth.  Este vuelo y muchos otros fueron retratados por Ron Belling y se encuentran expuestos en la Galería de Arte Ron Belling.
El aeropuerto de Port Elizabeth fue fundado en 1929 en las proximidades de la ciudad. Fue inicialmente fundado por el teniente coronel Miller, quien precisaba una pista para efectuar su servicio postal entre la ciudad y Ciudad del Cabo. Fue oficialmente inaugurado unos nueve años más tarde, en 1936, dotado de una pista, un hangar y una plataforma de hormigón. Sin embargo, estas infraestructuras fueron retiradas para dejar más espacio al aparcamiento de vehículos.
Durante la Segunda Guerra Mundial, el aeródromo fue ampliado para acomodar a la 42 Escuela Aérea de la RAF y al 6.º Escuadrón de la Fuerza Aérea Sudafricana en los lados sur y este del aeródromo. Las operaciones comerciales fueron ubicadas en el lado norte. En 1954 tuvo lugar el aterrizaje del primer reactor de cinco plazas De Havilland Vampire FB9s.
La construcción de la terminal, pistas y torre de control comenzó en 1950. Las operaciones comerciales fueron trasladadas a un aeródromo en St Albans, a unos 25 km del centro, durante el periodo de construcción. Las nuevas instalaciones fueron oficialmente inauguradas en 1955. En 1973 la plataforma fue ampliada para acomodar mayores aviones y una nueva terminal de salidas fue inaugurada en 1980. Las instalaciones han dado abasto hasta 2000 cuando se planeó una nueva terminal.

## Aviones especiales
Agosto de 1998 - Un Boeing 747-400 de South African Airways aterrizó en el aeropuerto de Port Elizabeth para ser bautizado como 'Ibayhi' la palabra Xhosa para Port Elizabeth. El avión aterrizó con un reducido número de tripulantes y pasajeros y con el mínimo de combustible para efectuar un aterrizaje seguro en la pista de 1980 metros.
17 de mayo de 2004 - John Travolta aterrizó con su Boeing 707 de Qantas personal procedente de Mauricio para visitar una reserva.
1 de febrero de 2008 - El Airbus A340-200 del Rey Abdullah II de Jordania aterrizó en Port Elizabeth en su camino a Ciudad del Cabo con su moto Harley-Davidson.

## Infraestructura
El aeropuerto tiene tres pistas. La principal es la 08/26 de asfalto de 1980 metros de largo, La segunda es la 17/35 de asfalto y 1.667 metros y la tercera es de hierba y tiene 1.160 metros. Hay trece puestos de estacionamiento en plataforma y el edificio terminal cuenta con 8.700 metros cuadrados. La remodelación de terminal tendrá lugar en junio de 2004 permitiendo al aeropuerto atender a dos millones de pasajeros al año.

### Mejoras
Como preparación para el Mundial FIFA 2010 la pista 08/26 posiblemente será ampliada de 1980 metros a 3.000 metros en vistas a acomodar a los vuelos internacionales.

## Aviación
- NDB - PD372.5
- VOR - PVE112.9
- ATIS - 126.80

## Aerolíneas y destinos
| Aerolíneas            | Destinos                       |
| --------------------- | ------------------------------ |
| 1Time                 | Ciudad del Cabo, Johannesburgo |
| South African Airlink | East London, Umtata            |
| South African Airways | Johannesburgo                  |
| South African Express | Ciudad del Cabo, Durban        |